# Неккарштайнах
Неккарштайнах (нім. Neckarsteinach) — місто в Німеччині, знаходиться в землі Гессен. Підпорядковується адміністративному округу Дармштадт. Входить до складу району Бергштрасе.
Площа — 17,22 км2. Населення становить 3854 ос. (станом на 31 грудня 2020).